# Ida! Sweet as Apple Cider
Ida! Sweet as Apple Cider ist ein Popsong, den Eddie Leonard verfasste und 1903 veröffentlichte.

## Hintergrund
Der Minstrelsänger Eddie Leonard schrieb Ida! Sweet as Apple Cider 1903 während seiner Auftritte mit den Primrose and West Minstrels. Leonard arbeitete den Song später für das  Broadway-Musical Roly Boly Eyes (1919) um.

## Erste Aufnahmen und spätere Coverversionen
Zu den Musikern, die den Song ab 1917 coverten, gehörten Earl Fuller’s Rector Novelty Orchestra (Columbia 2905), Frank Crumit (1924),  Milton Brown & his Brownies (Decca), W. Lee O’Daniel and His Hillbilly Boys  (1936) und Bing Crosby (Decca 2494); Eddie Cantor hatte Ida in seinem Repertoire. Am populärsten war Ende der 1920er-Jahre die Version von Red Nichols (1927, Brunswick 3626), der mit dem Song einen Nummer-eins-Hit in den Vereinigten Staaten hatte.
Der Diskograf Tom Lord listet im Bereich des Jazz insgesamt 28 (Stand 2016) Coverversionen, u. a. von Benny Goodman, Humphrey Lyttelton, Bobby Hackett, Moe Wechsler, von der Dutch Swing College Band und zahlreichen Dixielandbands. Auch The Four Knights, Florian Zabach (1950) und Bill Haley (1958) coverten den Song. Ida fand außerdem Verwendung in einer Reihe von Musikfilmen wie Babes in Arms (1939), If I Had My Way (1940), in denen der Song von Eddie Leonard vorgestellt wurde, sowie in Broadway Rhythm (1944), Incendiary Blonde (1945) und The Eddie Cantor story (1953).